# 赫爾辛基中央公園

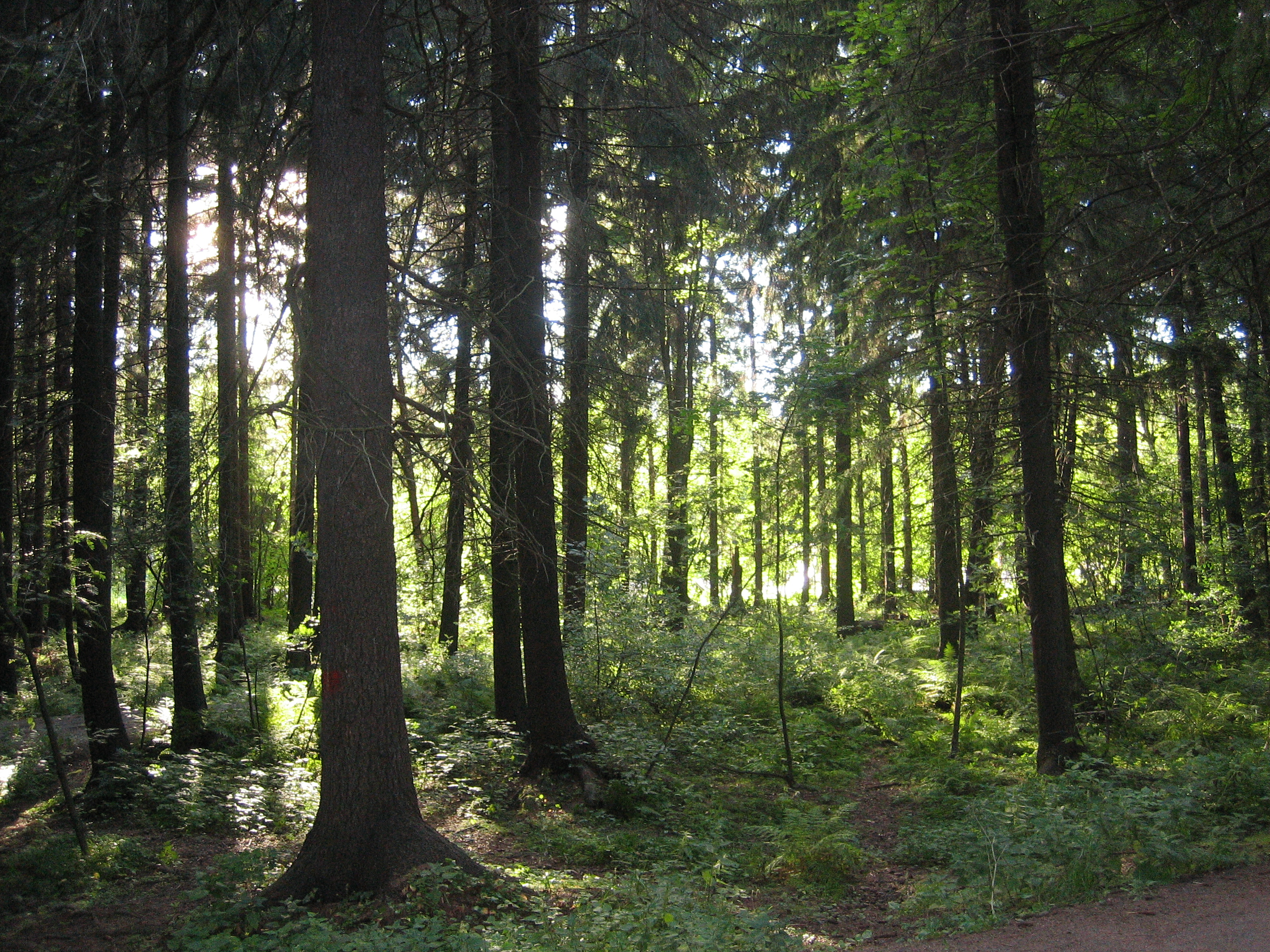
夏天时的赫尔辛基中央公园

赫爾辛基中央公園（芬蘭語：Helsingin keskuspuisto）是位於芬蘭首都赫爾辛基的一座公園。中央公園的面積達 10平方（4平方英里）。公园从赫尔辛基中南部起延伸10公里至北边赫尔辛基和万塔的交界处。中央公園是赫爾辛基的主要戶外活動中心之一。中央公園的構想開始於1911年，在1978年竣工。